# Збірна Тувалу з футболу
Збірна Тувалу з футболу — національна футбольна команда держави Тувалу, якою керує Футбольна асоціація Тувалу. Не визнана ФІФА, однак є членом асоціацій ОФК та КОНІФА.